# Spiralindbinding
Spiralindbinding er en indbingsmetode der egner sig til bøger eller udgivelser der helst skal kunne ligge slået helt op. Metoden kan med fordel anvendes til manualer, kalendere, rapporter, "visse kogebøger og nogle sangbøger" .
Man skelner mellem en ryg med spiral og en med Wire-O, som er et registreret varemærke. Ved spiralryggen snor en tråd sig fra ryggens top til bund som en gennemgående spiral, mens en ryg med Wire-O har en række parallelle ringe. Ved spiralryg vil to modstående sider ligge en smule forskudt, hvilket ikke er tilfældet med Wire-O.
- En "Wikimedia UK" notesbog